# 名古屋市交通局6000形電車
名古屋市交通局6000形電車（なごやしこうつうきょく6000がたでんしゃ）は、1987年（昭和62年）に登場した名古屋市交通局（名古屋市営地下鉄）桜通線用の通勤形電車である。

## 概要

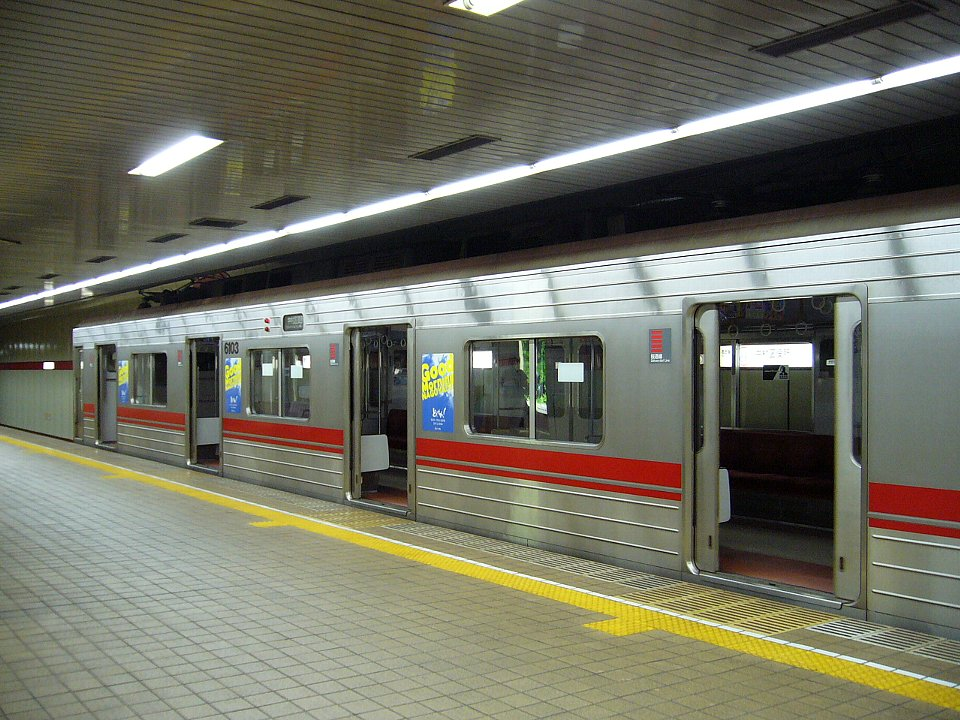
中村区役所駅（現：太閤通駅）に停車中の回送車

1987年（昭和62年）に試作車4両編成1本が登場してしばらくは鶴舞線で試運転と営業運転が行われ、性能が確認された後、桜通線開業時に量産車4両編成12本（48両）が竣工した。1994年（平成6年）の今池 - 野並間延伸開業分として5両編成7本（35両）がワンマン仕様で増備され、同時に既存の車両についても4両編成を5両編成にするため中間車13両の増備・組み込みとワンマン仕様の改造が行われた。

## 車両概説

### 車体
名古屋市営地下鉄で初めてオールステンレス車体を採用し、赤帯のラインカラーは太線と細先の2本が腰部に入っている。運転台は右側にオフセット配置されており、全駅島式ホームの桜通線では運転士がホームを容易に確認できる。その後、延伸開業した今池 - 野並 - 徳重間も島式ホームを採用したことから、運転台の右側オフセット配置は6050形においても継承された。

### 内装
天井・壁面は白系化粧板で仕上げられている。
座席はラインカラーに近いえんじ色のモケットとなっており、形状は6101編成のみ鶴舞線3000形に準じたシートで、6102編成以降と6300形6301はバケットシートに変更され、端部は6101編成のみパイプ構成で、6102編成以降と6300形6301は肘掛けを設置している。
荷物棚はパイプ型で、ラインカラーは入っていない。
非常通報器は各車両に2カ所ずつ設置されており、マイクは6101編成のみ大型で、6102編成以降と6300形6301は小型となっている（弱電機器更新後は全て現行タイプに統一）。
客用ドアの窓ガラス押さえの形状は6113編成まで厚型で、6114編成以降と中間増備車は薄型に変更されている。
つり革受け棒は6113編成まで丸みを帯びた長方形タイプで、6114編成以降と中間増備車は一般的な棒状タイプに変更され、2012年3月には全編成に優先席前のつり革交換が順次行われた。
名古屋市営地下鉄で初めてLED式車内案内表示器を採用し、設置位置は6113編成まで車端部妻面貫通路横で、6114編成以降と中間増備車は車端部妻面貫通路上部となっており、6114編成以降は英語表示を内容に追加し、従来車と中間増備車にも追加している。
1993年(平成5年)以降に製造された、6114編成以降は車椅子スペースを両先頭車に設置している。

### 機器類
集約分散式冷房装置は3台/両を搭載している。
パンタグラフはMc車とM車とM'車に1両あたり2機設置されていたが、離線による回生失効対策のため、2004年から2008年にかけてうち1機が撤去された。
制御装置は名古屋市営地下鉄で初めてVVVFインバータ制御を採用している。4500V、2000AのGTO素子を使用したPWM電圧形VVVFインバータである。
補助電源装置は静止形三相GTOインバータ140 kVAを採用している。
台車は6113編成まで従来の住友（現・日鉄）製SS108形・SS008形SUミンデン式台車、6114編成以降と中間増備車は名古屋市営地下鉄で初めてボルスタレス式空気ばね台車を採用しており、6118編成までは住友（現・日鉄）製SS136形・SS036形で、6119編成・6120編成と中間増備車は日車製ND721形となっている。
運転台の速度計は6113編成までアナログ式で、6114編成以降はデジタル式に変更されている。
2012年(平成24年)からは経年劣化した機器類が更新されており、GTO-VVVFインバータ制御からIGBT-VVVFインバータ制御へと変更になっている。

### その他
車番表記の字体は6101編成のみローマン体で、6102編成以降と6300形6301はヘルベチカに変更されている。
6114編成以降と中間増備車は窓を車端部妻面に設置している。

## 編成

### 登場時
|          | ← 今池中村区役所(現：太閤通) → | ← 今池中村区役所(現：太閤通) → | ← 今池中村区役所(現：太閤通) → | ← 今池中村区役所(現：太閤通) → | 備考   |
| 形式     | 6100                           | 6200                           | 6700                           | 6800                           | 備考   |
| 区分     | Mc                             | T                              | M                              | Tc                             | 備考   |
| 車両番号 | 6101                           | 6201                           | 6701                           | 6801                           | 試作車 |
| 車両番号 | 6102                           | 6202                           | 6702                           | 6802                           | 量産車 |
| 車両番号 | ：                             | ：                             | ：                             | ：                             | 量産車 |
| 車両番号 | 6113                           | 6213                           | 6713                           | 6813                           | 量産車 |

### 5両編成化後
|          | ← 徳重太閤通 → | ← 徳重太閤通 → | ← 徳重太閤通 → | ← 徳重太閤通 → | ← 徳重太閤通 → | 備考       |
| 形式     | 6100           | 6200           | 6300           | 6700           | 6800           | 備考       |
| 区分     | Mc             | T              | M'             | M              | Tc             | 備考       |
| 車両番号 | 6101           | 6201           | 6301           | 6701           | 6801           | 中間車増結 |
| 車両番号 | ：             | ：             | ：             | ：             | ：             | 中間車増結 |
| 車両番号 | 6113           | 6213           | 6313           | 6713           | 6813           | 中間車増結 |
| 車両番号 | 6114           | 6214           | 6314           | 6714           | 6814           | 編成単位   |
| 車両番号 | ：             | ：             | ：             | ：             | ：             | 編成単位   |
| 車両番号 | 6120           | 6220           | 6320           | 6720           | 6820           | 編成単位   |